# 十字架の血に
十字架の血に（じゅうじかのちに,Welcome voice）はアメリカ合衆国の代表的福音唱歌の一つである。
メソジストの牧師、ルイズ・ハートスーによって、歌詞と曲が作られた。はじめホーリネス派の雑誌「ホーリネスへのガイド」に収録され、英国在住の音楽伝道者アイラ・サンキーのもとに送られた。1878年にアイラ・サンキー編の歌集に収められた。サンキーはこの歌を好んで、伝道会で決心者を募るときに『十字架の血に』を良く歌った。
日本語版では、讃美歌 (1903年版)の明治版に収録されて以来、ひろく愛唱されてきた。

## 所収
- 讃美歌 (1954年版)515番「十字架の血に」
- 聖歌555番「きたれ、なれを清むれば」
- 聖歌 (総合版)579番「きたれ、なれを清むれば」